# تي أر تي هابير

شعار تي أر تي راديو هابير

تي أر تي هابير (بالتركية: TRT Haber)‏ هي قناة إخبارية تابعة لهيئة الإذاعة والتلفزيون التركية، بدأت بثها على مدار 24 ساعة في 10 مارس 2010م.